# Hanika Straub Banez
Hanika Straub Banez ist ein Trio, das 2021 gegründet wurde und aus den drei Musikerinnen Miriam Hanika, Sarah Straub und Tamara Banez besteht.
Die drei Liedermacherinnen trafen sich erstmals bei einem von Konstantin Wecker initiiertem, per Videostream übertragenen Liveabend im August 2020 und erarbeiteten in der Folgezeit ein gemeinsames Programm. Alle drei sind im Label Sturm und Klang unter Vertrag und zeichnen sich durch sehr unterschiedliche Musikstile aus, ihr Zusammenwirken bezeichnete das In-Magazin München als dennoch „von Leichtigkeit getragen“ und einen „Glücksfall“. Ihr Debütalbum Sie, du und ich wurde im November 2021 bei einem Konzert in der Geltinger Kulturbühne Hinterhalt live und per Videoaufzeichnung vorgestellt. Es gilt als „ganz klassische Liedermachermusik“ und als hervorragend produziert mit Liedern, die klare Aussagen haben. Der Gesang der Künstlerinnen wird teils als „abwechselnd wild und lässig“ sehr gelobt, teils als zu wenig charismatisch kritisiert.

## Diskografie
- 2021: Wurzeln und Flügel (Single)
- 2021: Sie, du und ich (Album, Sturm & Klang)[9]